# Wybrzeże Kości Słoniowej na Mistrzostwach Świata w Lekkoatletyce 2011
Wybrzeże Kości Słoniowej na Mistrzostwach Świata w Lekkoatletyce 2011 reprezentowane było przez dwoje zawodników.

## Występy reprezentantów Wybrzeża Kości Słoniowej

### Mężczyźni

#### Konkurencje biegowe
| Konkurencja   | Zawodnik          | Runda 1  | Runda 1 | Runda 2  | Runda 2 | Półfinał | Półfinał | Finał    | Finał   |
| Konkurencja   | Zawodnik          | Rezultat | Pozycja | Rezultat | Pozycja | Rezultat | Pozycja  | Rezultat | Pozycja |
| ------------- | ----------------- | -------- | ------- | -------- | ------- | -------- | -------- | -------- | ------- |
| Bieg na 100 m | Ben Youssef Meité |          |         | 10.45    | 28      |          |          |          |         |
| Bieg na 200 m | Ben Youssef Meité |          |         | 20.97    | 33      |          |          |          |         |

### Kobiety

#### Konkurencje techniczne
| Konkurencja  | Zawodniczka          | Eliminacje | Eliminacje | Finał    | Finał   |
| Konkurencja  | Zawodniczka          | Rezultat   | Pozycja    | Rezultat | Pozycja |
| ------------ | -------------------- | ---------- | ---------- | -------- | ------- |
| Rzut dyskiem | Kazai Suzanne Kragbé | 57.55      | 19         |          |         |